# تد جاکوبسن
 تد جاکوبسن (انگلیسی: Ted Jacobson؛ زاده ۱۹۵۴) یک فیزیک‌دان در زمینه فیزیک نظری اهل ایالات متحده آمریکا است.